# Saison 10 de Chicago Fire
 (septembre 2021).
Si vous disposez d'ouvrages ou d'articles de référence ou si vous connaissez des sites web de qualité traitant du thème abordé ici, merci de compléter l'article en donnant les références utiles à sa vérifiabilité et en les liant à la section « Notes et références ».
Chronologie
Saison 9 Saison 11
Cet article présente les épisodes de la dixième saison de la série télévisée américaine Chicago Fire.

## Généralités
- Aux États-Unis, la saison est diffusée à partir du 22 septembre 2021 sur le réseau NBC.
- Au Canada, la saison est diffusée en simultanée sur le réseau Citytv.
- En Belgique, elle a été diffusée du 23 juin 2023 au 11 août 2023 sur RTL-TVI.
 La diffusion a été interrompue après le 20ème épisode pour laisser place au lancement de la 8ème saison de Chicago Med[1]. Les deux derniers épisodes de la saison seront diffusés ultérieurement, en même temps que l’arrivée de la 11ème saison.
- En France, la saison est diffusée de façon inédite sur CStar à partir du 10 septembre 2023.

## Distribution

### Acteurs principaux
- Jesse Spencer (VF : Guillaume Lebon) : Capitaine Matthew Casey (épisodes 1 à 5 et 22)
- Taylor Kinney (VF : Thomas Roditi) : Lieutenant Kelly Severide
- Kara Killmer (VF : Victoria Grosbois) : Sylvie Brett
- Eamonn Walker (VF : Thierry Desroses) : Chef de district adjoint Wallace Boden
- David Eigenberg (VF : Franck Capillery) : Lieutenant Christopher Herrmann
- Joe Minoso (VF : Loic Houdré) : Joe Cruz
- Christian Stolte (VF : Paul Borne) : Randy « Mouch » McHolland
- Miranda Rae Mayo (VF : Charlotte Corréa) : Lieutenant Stella Kidd
- Alberto Rosende (VF : Hugo Brunswick) : Blake Gallo
- Daniel Kyri (VF : Mike Fédée) : Darren Ritter, pompier du camion No. 51
- Hanako Greensmith : Violet Mikami, ambulancière

### Acteurs récurrents
- Randy Flagler : Harold Capp
- Anthony Ferris : Tony Ferris
- Cameron Scott Roberts : Griffin Darden
- Jimmy Nicholas : Chef Evan Hawkins
- Brett Dalton : Lieutenant Intérim Jason Pelham (depuis l'épisode 7)
- Caitlin Carver : Emma, ambulancière

### Invités crossovers
- De Chicago Med
  - Dominic Rains (en) (VF : Anatole de Bodinat) : Dr Crockett Marcel, chirurgien traumatologiste/cardiothoracique

- De Chicago Police Department
  - Amy Morton (VF : Françoise Vallon) : Sergent Trudy Platt
  - LaRoyce Hawkins (VF : Daniel Lobé) : Officier Kevin Atwater
  - Tracy Spiridakos (VF : Olivia Luccioni) : Inspecteur Hailey Upton

## Liste des épisodes

### Épisode 1:Sous l'eau
- États-Unis /  Canada : 22 septembre 2021 sur NBC / Citytv
- Suisse : 29 juin 2022 sur RTS Un
- France : 5 septembre 2022 sur 13ème rue
- Belgique : 23 juin 2023 sur RTL-TVI

### Épisode 2:Une tête doit tomber
- États-Unis /  Canada : 29 septembre 2021 sur NBC / Citytv
- Suisse : 29 juin 2022 sur RTS Un
- France : 5 septembre 2022 sur 13eme rue
- Belgique : 23 juin 2023 sur RTL-TVI

### Épisode 3:Compte tes respirations
- États-Unis /  Canada : 6 octobre 2021 sur NBC / Citytv
- Suisse : 29 juin 2022 sur RTS Un
- France : 12 septembre 2022 sur 13ème rue
- Belgique : 30 juin 2023 sur RTL-TVI

### Épisode 4:Le bon choix
- États-Unis /  Canada : 13 octobre 2021 sur NBC / Citytv
- Suisse : 6 juillet 2022 sur RTS Un
- France : 12 septembre 2022 sur 13ème rue
- Belgique : 30 juin 2023 sur RTL-TVI

### Épisode 5:De grands changements
- États-Unis /  Canada : 20 octobre 2021 sur NBC / Citytv
- Suisse : 6 juillet 2022 sur RTS Un
- France : 19 septembre 2022 sur 13ème rue
- Belgique : 7 juillet 2023 sur RTL-TVI

### Épisode 6:Cyber-attaque
- États-Unis /  Canada : 27 octobre 2021 sur NBC / Citytv
- Suisse : 6 juillet 2022 sur RTS Un
- France : 19 septembre 2022 sur 13ème rue
- Belgique : 7 juillet 2023 sur RTL-TVI

### Épisode 7:De qui aurais-je peur?
- États-Unis /  Canada : 3 novembre 2021 sur NBC / Citytv
- Suisse : 13 juillet 2022 sur RTS Un
- France : 26 septembre 2022 sur 13ème rue
- Belgique : 14 juillet 2023 sur RTL-TVI

### Épisode 8:Ce qui s'est passé à Whiskey Point?
- États-Unis /  Canada : 10 novembre 2021 sur NBC / Citytv
- Suisse : 13 juillet 2022 sur RTS Un
- France : 26 septembre 2022 sur 13ème rue
- Belgique : 14 juillet 2023 sur RTL-TVI

### Épisode 9:L'esprit de Noël
- États-Unis /  Canada : 8 décembre 2021 sur NBC / Citytv
- Suisse : 13 juillet 2022 sur RTS Un
- France : 3 octobre 2022 sur 13ème rue
- Belgique : 21 juillet 2023 sur RTL-TVI

### Épisode 10:Un grand «Bang»
- États-Unis /  Canada : 5 janvier 2022 sur NBC / Citytv
- Suisse : 20 juillet 2022 sur RTS Un
- France : 3 octobre 2022 sur 13ème rue
- Belgique : 21 juillet 2023 sur RTL-TVI

### Épisode 11:Le brouillard de guerre
- États-Unis /  Canada : 12 janvier 2022 sur NBC / Citytv
- Suisse : 20 juillet 2022 sur RTS Un
- France : 10 octobre 2022 sur 13ème rue
- Belgique : 21 juillet 2023 sur RTL-TVI

### Épisode 12:Démonstration de force
- États-Unis /  Canada : 19 janvier 2022 sur NBC / Citytv
- Suisse : 20 juillet 2022 sur RTS Un
- France : 10 octobre 2022 sur 13ème rue
- Belgique : 28 juillet 2023 sur RTL-TVI

### Épisode 13:Combustion spontanée
- États-Unis /  Canada : 23 février 2022 sur NBC / Citytv
- Suisse : 27 juillet 2022 sur RTS Un
- France : 17 octobre 2022 sur 13ème rue
- Belgique : 28 juillet 2023 sur RTL-TVI

### Épisode 14:L’Échelle 72
- États-Unis /  Canada : 2 mars 2022 sur NBC / Citytv
- Suisse : 27 juillet 2022 sur RTS Un
- France : 17 octobre 2022 sur 13ème rue
- Belgique : 28 juillet 2023 sur RTL-TVI

### Épisode 15:Une quête incertaine
- États-Unis /  Canada : 9 mars 2022 sur NBC / Citytv
- Suisse : 27 juillet 2022 sur RTS Un
- France : 24 octobre 2022 sur 13ème rue
- Belgique : 4 août 2023 sur RTL-TVI

### Épisode 16:Vite et à haute température
- États-Unis /  Canada : 16 mars 2022 sur NBC / Citytv
- Suisse : 3 août 2022 sur RTS Un
- France : 24 octobre 2022 sur 13ème rue
- Belgique : 4 août 2023 sur RTL-TVI

### Épisode 17:En sécurité
- États-Unis /  Canada : 6 avril 2022 sur NBC / Citytv
- Suisse : 3 août 2022 sur RTS Un
- France : 31 octobre 2022 sur 13ème rue
- Belgique : 4 août 2023 sur RTL-TVI

### Épisode 18:Sang froid
- États-Unis /  Canada : 13 avril 2022 sur NBC / Citytv
- Suisse : 3 août 2022 sur RTS Un
- France : 31 octobre 2022 sur 13ème rue
- Belgique : 11 août 2023 sur RTL-TVI

### Épisode 19:Aller au bout
- États-Unis /  Canada : 20 avril 2022 sur NBC / Citytv
- Suisse : 10 août 2022 sur RTS Un
- France : 7 novembre 2022 sur 13ème rue
- Belgique : 11 août 2023 sur RTL-TVI

### Épisode 20:En route pour la lune
- États-Unis /  Canada : 11 mai 2022 sur NBC / Citytv
- Suisse : 10 août 2022 sur RTS Un
- France : 7 novembre 2022 sur 13ème rue
- Belgique : 11 août 2023 sur RTL-TVI

### Épisode 21:Chantage
- États-Unis /  Canada : 18 mai 2022 sur NBC / Citytv
- Suisse : 17 août 2022 sur RTS Un
- France : 14 novembre 2022 sur 13ème rue
- Belgique : 3 novembre 2023 sur RTL-TVI

### Épisode 22:La Magnifique ville de Chicago
- États-Unis /  Canada : 25 mai 2022 sur NBC / Citytv
- Suisse : 17 août 2022 sur RTS Un
- France : 14 novembre 2022 sur 13ème rue
- Belgique : 3 novembre 2023 sur RTL-TVI